# 艾好峁乡
艾好峁乡是中国陕西省榆林市横山县下辖的一个乡。

## 行政区划
艾好峁乡下辖以下行政区：
艾好峁村、永新村、唐坪村、牙坪村、奶头村、站山村、陈石畔村、席老庄村、房则焉村、壑则焉村、王梁村、新建村